# Heliconius intermixta
Heliconius intermixta är en fjärilsart som beskrevs av Heinrich Neustetter 1931. Heliconius intermixta ingår i släktet Heliconius och familjen praktfjärilar. Inga underarter finns listade i Catalogue of Life.